# Aurora Beltrán
Aurora Beltrán Gila (Pamplona, 26 de agosto de 1964) es una cantante española. Lideró los grupos Belladona y Tahúres Zurdos, y tras la disolución de los últimos en 2004, sigue su carrera en solitario.

## Biografía
Aurora Beltrán nace el 26 de agosto de 1964 en Pamplona, aunque desde muy pequeña vivió en Potasas (Beriáin, Navarra). Siendo niña padece una enfermedad que la obliga a permanecer muchas horas sentada. Para que el tiempo no se le haga tan largo, su padre le regala una guitarra. A los 13 años compone su primera canción, Muerte ven, que graba en su primer disco con Tahúres Zurdos.
Siendo muy joven comienza a recorrer bares de Pamplona interpretando canciones, ella tocando el violín y El Drogas tocando la guitarra. A mediados de los años 1980 comienza su andadura musical como guitarrista del grupo navarro Belladona, que tras grabar un elepé, Las mujeres y los negros primero, se disuelve.
En 1987 forma en Pamplona, junto a su hermano Lolo y dos viejos conocidos, el grupo Tahúres Zurdos. Graban una maqueta y dan conciertos en Navarra y otros lugares del norte de España. De esta forma consiguen grabar en 1988 su primer disco, Tahúres Zurdos, con el sello Ohiuka. Tras este disco llega otro con el mismo sello discográfico y pasan a grabar con EMI.
Aurora Beltrán graba con Tahúres Zurdos un total de ocho discos de estudio, dos recopilatorios, un acústico y un directo que repasa toda su carrera. Este último disco en directo se graba en la Sala Noboo de Tudela, el 5 de diciembre de 2003, y sale a la venta en abril de 2004 con el título 17 años (con el sello discográfico Do it records). 17 años supone el broche final para la carrera del grupo durante sus diecisiete años de existencia. En 2004, meses después de sacar el directo a la venta, el grupo se disuelve.
Entonces Aurora Beltrán comienza a dar una serie de conciertos acústicos acompañada por Eva Rada, corista e instrumentista de Tahúres Zurdos durante los últimos años del grupo, mientras prepara temas nuevos que incluiría en su primer trabajo en solitario.
No sería hasta el año 2007 cuando Aurora Beltrán graba su primer disco en solitario, Clases de Baile, en el que colaboran Enrique Bunbury, Loquillo y Carmen París. Clases de Baile sale a la venta en marzo de 2008 y cuenta con nueve temas, ocho de ellos compuestos por Aurora además de Candy de Iggy Pop, adaptado al castellano por ella.
En 2008 participa en la gira Otra noche sin dormir junto a Rosendo y Barricada. La gira arranca el 4 de abril en el velódromo de Anoeta de San Sebastián y finaliza el 26 de septiembre en la plaza de toros de Las Ventas en Madrid.
En 2008 colabora aportando un tema inédito en el disco benéfico "Música en defensa de los animales".
En septiembre de 2009 realiza una gira por varias ciudades de Estados Unidos: Nueva York, Jersey City, Boston, Filadelfia.
Aurora Beltrán tiene colaboraciones, tanto en grabaciones de estudio como en directos, con grupos y artistas españoles tales como Kutxi Romero, Babylon Chat, Estrago, La Fuga, Big Member, Los Secretos, Amaral, Burning, Luz Casal, Barricada, Rosendo, Mägo de Oz, Rafa Pons, Sin Tregua, Lilith, Enblanco, Básico, Porretas, Garaje Jack, Sínkope, Asfalto, Barón Rojo y Mercedes Ferrer.
En septiembre de 2011 graba en directo su nuevo disco "Museo Púrpura" en el Teatro Arteria Campos Elíseos de Bilbao. En la grabación le acompañan Eva Rada, Israel Santamaría y Rosa Cedrón (Luar na Lubre).
Museo Púrpura es el espacio donde se exponen las piezas de coleccionista que componen este álbum, el último de la cantautora. Un recopilatorio de clásicos con nuevos arreglos, y un tema inédito grabado en castellano y en inglés titulado "Invicta" escrito desde la enfermedad renal crónica que tiene diagnosticada desde 2005 de la que habla la artista:
“Ahora, le quito absolutamente la importancia a todo, porque la importancia, realmente, se la das tú a las cosas. Eso me ayuda a tener ilusión y seguir. «Invicta» habla de esto, de que no puedes perder la fe, como dice una de las frases de la canción: «Debilitada quizás, pero jamás vencida». Creo que es algo que nos puede pasar a muchísima gente, por eso, estoy colaborando con ALCER, Federación Nacional de Asociaciones para la lucha contra las enfermedades del riñón, para que esta canción, les ayude tanto como a mí a mantener la ilusión por la vida, que cada día nos regala su abrazo. Y como la música es universal, la he grabado en estudio también en inglés y he decidido incluirla también en el disco. ”
Consciente de la delicada situación que atraviesa la música, Aurora Beltrán todavía tiene mucho que ofrecer al público: “creo que lo importante, al margen de modas, edades e ideologías, es transmitir algo muy común en el género humano. Todos pasamos por momentos buenos, malos, tristes, surrealistas... Y cuando sabes dar en ese punto es cuando conectas con la gente”.
El 28 de febrero de 2012, la artista Aurora Beltrán recibió el Premio Global de la Música Aragonesa en su decimotercera edición. Es un premio especial a la trayectoria de una persona, colectivo o institución que, sin haber nacido en Aragón, tenga un estrecho vínculo con la tierra. El 14 de junio de 2012, su tierra se vuelca con ella, otorgándole un reconocimiento a su carrera artística en la VIII Gala de la Música Navarra.
A finales de 2017 publica un nuevo disco titulado "Usiana", compuesto por diez canciones de bella factura, siguiendo la línea acústica emprendida en los últimos años.
En julio de 2019, se anunció la vuelta a los escenarios de Tahúres Zurdos. En agosto de 2019, la revista Rock Estatal dedicó su portada a Aurora Beltrán, para realizar un recorrido histórico por su biografía y última etapa.

## Discografía

### ConBelladona
- Las mujeres y los negros primero (Soñua, 1986)

### ConTahúres Zurdos
- Tahúres Zurdos (Ohiuka, 1988)
- Tahuría (álbum) (Ohiuka, 1990)
- Nieve negra (álbum) (EMI, 1991)
- Árido (EMI, 1992)
- La caza (EMI, 1994)
- Azul (BMG-Ariola, 1996)
- Tak (Arcade, 1998)
- El tiempo de la luz (álbum) (Sony, 2000)
- 17 Años (álbum) (Do it Records, 2004)

### Colaboraciones
- Otra noche sin dormir (CD + 2 DVD con Rosendo y Barricada), 2008 (Disco de oro)

### En solitario

#### Estudio
- Clases de baile (Aurora Records, 2008)
- Usiana (Aurora Records, 2017)

#### Directo
- Directo Euskalduna (Aurora Records, 2001)
- Museo Púrpura (Aurora Records, 2012)

## Premios y reconocimientos
- 2022 – Premio ‘Somos valientas’, impulsado por Diario y de Navarra y patrocinado por Laboral Kutxa.[4]